# ピアンテード
ピアンテード（伊: Piantedo）は、イタリア共和国ロンバルディア州ソンドリオ県にある、人口約1,400人の基礎自治体（コムーネ）。

## 地理

### 位置・広がり
ソンドリオ県西部のコムーネ。コモ湖畔のコーリコから東へ5km、モルベーニョから西へ10km、県都ソンドリオから西へ34km、州都ミラノから北北東へ77kmの距離にある。

#### 隣接コムーネ
隣接するコムーネは以下の通り。括弧内のCOはコモ県、LCはレッコ県所属を示す。
- コーリコ (LC)
- デレービオ
- ドゥビーノ
- ジェーラ・ラーリオ (CO)
- パニョーナ (LC)

### 地勢・地形
- 河川：アッダ川

### 地震分類
イタリアの地震リスク階級 (it) では、4 に分類される
。

## 行政

### 山岳部共同体
広域行政組織である山岳部共同体「ヴァルテッリーナ・ディ・モルベーニョ山岳部共同体」 (it:Comunità montana della Valtellina di Morbegno) （事務所所在地: モルベーニョ）を構成するコムーネの一つである。